# Porina africana
Porina africana is een mosdiertjessoort uit de familie van de Porinidae. De wetenschappelijke naam van de soort werd in 1852 voor het eerst geldig gepubliceerd door Alcide d'Orbigny.